# Hrabstwo Mitchell (Georgia)

Piramida wieku hrabstwa

Hrabstwo Mitchell – hrabstwo w USA, w stanie Georgia. Jego siedzibą administracyjną jest miasto Camilla.
Podczas gdy rolnictwo pozostaje głównym przemysłem, gospodarka zdywersyfikowała się w kierunku produkcji skór aligatora, akwakultury i ekoturystyki. Hrabstwo Mitchell jest jednym z najlepszych miejsc do polowań na przepiórki.

## Miejscowości
- Baconton
- Camilla
- Meigs
- Pelham
- Sale City

## Sąsiednie hrabstwa
- Hrabstwo Dougherty (północ)
- Hrabstwo Worth (północny wschód)
- Hrabstwo Colquitt (wschód)
- Hrabstwo Thomas (południowy wschód)
- Hrabstwo Grady (południe)
- Hrabstwo Decatur (południowy zachód)
- Hrabstwo Baker (zachód)

## Demografia
Według spisu z 2020 roku liczy 21,8 tys. mieszkańców, co oznacza spadek o 7,4% w porównaniu z poprzednim spisem z roku 2010. Według danych pięcioletnich z 2021 roku 50,2% to biali (46,1% nie licząc Latynosów), 46,5% czarnoskórzy lub Afroamerykanie, 1,5% miało rasę mieszaną, 1% Azjaci i 0,7% to rdzenna ludność Ameryki. Latynosi stanowili 5,5% populacji hrabstwa.

## Polityka
W wyborach prezydenckich w 2020 roku, 55,1% głosów otrzymał Donald Trump i 44,5% przypadło dla Joe Bidena.